# Calciumoxid
Calciumoxid, auch gebrannter Kalk, Branntkalk, ungelöschter Kalk, Kalkerde, Ätzkalk oder Freikalk ist eine chemische Verbindung aus Calcium und Sauerstoff mit der Formel CaO. Die weiße kristalline Substanz reagiert mit Wasser unter starker Wärmeentwicklung. Bei dieser Reaktion wird Calciumhydroxid (Löschkalk) nach der Reaktionsgleichung
{\displaystyle {\ce {CaO + H2O -> Ca(OH)2}}}
gebildet. Gebrannter Kalk wird in Weichbrannt-, Mittelbrannt- und Hartbranntkalk unterschieden.

## Herstellung
In größerer Menge wird Calciumoxid durch Kalkbrennen (Kalzinierung) im Kalkofen hergestellt. Ab einer Temperatur von etwa 800 °C wird Calciumcarbonat (in aller Regel Calcit in Form von Kalkstein) entsäuert, das heißt Kohlendioxid wird ausgetrieben und es entsteht Calciumoxid. Dabei werden 1,8 Teile Kalkstein benötigt, um 1 Teil Branntkalk zu gewinnen.
{\displaystyle {\ce {CaCO3 -> CaO + CO2}}}

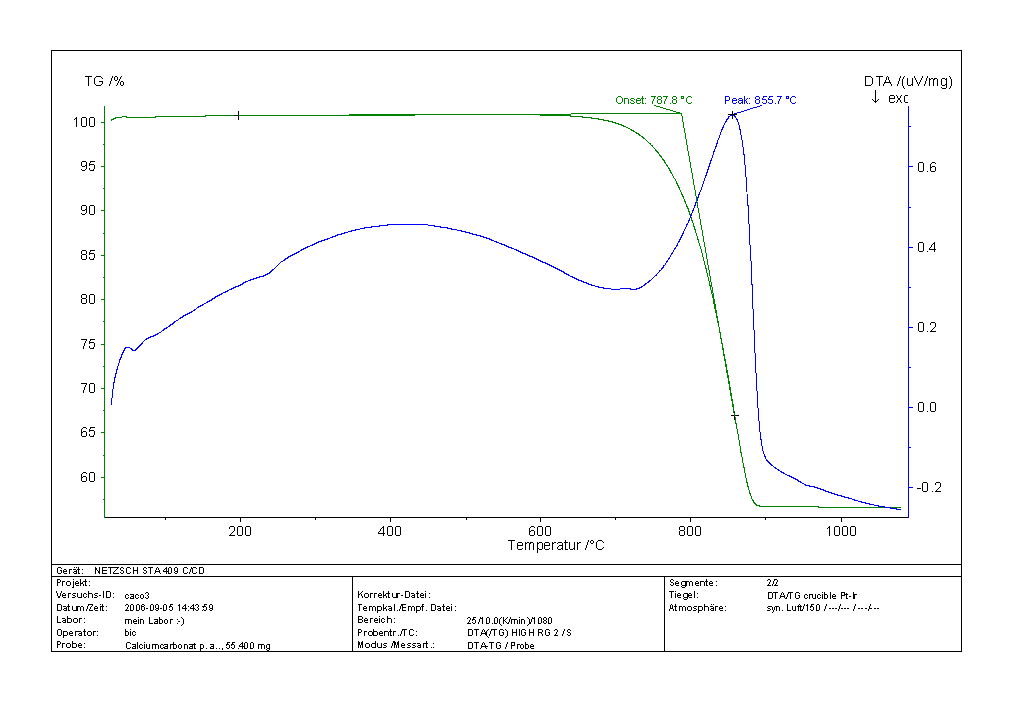
CaCO_{3}-Entsäuerung in der DTA

Man unterscheidet die Branntkalke u. a. nach ihrer Reaktionsgeschwindigkeit (Reaktivität) des Kalkes mit Wasser während des Löschvorgangs:
< 2 min Reaktionsdauer: Weichbranntkalk
2–6 min Reaktionsdauer: Mittelbranntkalk
> 6 min Reaktionsdauer: Hartbranntkalk
Es gibt keine präziseren Definitionen.
Weichgebrannter Kalk entsteht bei Temperaturen von 900 bis 1000 °C, hartgebrannter Kalk bei bis zu 1400 °C, wobei auch die petrographische Beschaffenheit des Kalksteins und die Zeitdauer der Temperatureinwirkung eine Rolle spielen.
Die Reaktivität nimmt also mit höherer Brenntemperatur ab. Die Unterschiede sind eine Folge von Kristallitgröße des CaO, Porenvolumen und spezifischer Oberfläche, die durch Brenntemperatur und -dauer beeinflusst werden (diese Parameter des Brennvorgangs nennt man zusammenfassend auch Brenngrad).
Calciumoxid erhält man auch durch thermisches Zersetzen von Calciumhydroxid; dieses zerfällt bei 550 °C unter Atmosphärendruck in Calciumoxid und Wasser. Das unter diesen Bedingungen entstandene Calciumoxid ist wenig kristallin, also gut reaktionsfähig.
Calciumoxid (und Calciumnitrid) entstehen auch bei der Verbrennung von Calcium an der Luft. Weil elementares Calcium selten ist, wird diese Reaktion nur im Rahmen von Laborversuchen durchgeführt.
Im Jahr 2007 wurden weltweit rund 280 Millionen Tonnen Branntkalk produziert, mit 170 Millionen Tonnen mehr als die Hälfte davon in China und nur 20 Millionen Tonnen in den USA als dem zweitgrößten Produzenten.

## Natürliches Vorkommen
Unter den Bedingungen der Sanidinit-Fazies kann reiner Kalkstein, wenn er etwa unter geringem Druck (d. h. in der Nähe der Erdoberfläche) in basaltische Lava hoher Temperatur gerät, zu Calciumoxid zersetzt werden. Solche Vorkommen sind sehr selten, und aufgrund der hohen Reaktivität von Calciumoxid werden in natürlichen Gesteinen nur Pseudomorphosen beobachtet.

## Eigenschaften
Gebrannter (ungelöschter) Kalk (früher auch als lebendiger Kalk bzw. lateinisch calx viva bezeichnet) ist stark ätzend, daher kann der Kontakt mit den Augen zur Erblindung führen.
Branntkalk ist chemisch nicht stabil und reagiert spontan mit dem CO2 aus der Luft, bis er vollständig in Calciumcarbonat übergegangen ist, sofern er nicht zuvor mit Wasser zu Calciumhydroxid abgelöscht wurde.
Bei der Reaktion mit Wasser vergrößert sich das Volumen um wenigstens das Zweieinhalbfache. 

Der Verlauf des Löschvorgangs und die Eigenschaften des dabei gebildeten Löschkalks hängen von der Zusammensetzung und Beschaffenheit des Branntkalks ab.
Die Löschreaktion kann bereits nach einigen Sekunden abgeschlossen sein, kann aber auch mehr als eine Viertelstunde andauern, abhängig etwa von der inneren Oberfläche (Porosität), der Primärkristallitgröße, dem Versinterungsgrad und der Zusammensetzung des Branntkalks.
Der Verlauf der Kalzination beim Brennen von Kalkstein zu Branntkalk ist weitgehend beherrschbar und vorhersagbar. Dagegen ist es (Stand 2005) noch nicht möglich, eine befriedigende Prognose über die Reaktivität des entstehenden Branntkalks alleine durch Kenntnis der Zusammensetzung des Ausgangsmaterials zu treffen. Sie hängt von den genauen Bedingungen ab, unter denen der Brennvorgang stattfindet.
Branntkalk ist hydrophil und ein effizienteres Trocknungsmittel als Silikagel.

## Verwendung
Gebrannter und anschließend (mit Wasser) gelöschter Kalk wird in der Bauindustrie als Beimischung zu Mörtel und Putzen verwendet sowie zur industriellen Fertigung von Kalksandsteinen. Er ist ein untergeordneter Bestandteil von Zementklinker. In der Chemie nutzt man die Substanz außerdem als Trocknungsmittel, zur Absorption von Kohlenstoffdioxid und als Neutralisationsmittel. Weitere Einsatzbereiche von Branntkalk sind z. B. Düngekalk, die Produktion von Calciumcarbid sowie seine Nutzung zur Herstellung von Kalkmörtel, Kalkputz und Kalkfarbe.
Einer der wesentlichen Einsatzbereiche ist die Entschwefelung von Roheisen, bei dem der Schwefel [S] als Begleiter [ FeS ] vorkommt und bei der Stahlerzeugung im Konverter herausgelöst werden muss.
Dabei wird Kalk (CaO) entweder in das Roheisen eingeblasen oder mit einem Rührer eingemischt. Der Kalk verbindet sich mit dem Schwefel zu Calciumsulfid [CaS], steigt zur Oberfläche auf, setzt sich dort als Schlacke ab und kann dann entfernt werden.
Der gelöschte Kalk wird unter anderem als Alternative zum Kalkstein in der Rauchgasentschwefelung eingesetzt.
Die Einsatzmenge ist hierbei ca. 1,8-fach geringer als die von Kalkstein. Der dabei aus Branntkalk gewonnene Gips (Calciumsulfat) hat einen Weißgrad von 80 % und kann kommerziell weiterverwendet werden. Durch seine hohe Reaktivität werden geringere Verbrauchsmengen benötigt. Der Nachteil ist sein deutlich höherer Preis gegenüber Kalkstein.
Durch Reaktion mit Chlor kann aus Calciumhydroxid Chlorkalk hergestellt werden.
Calciumoxid wird Lebensmitteln als Säureregulator zugesetzt. Es dient dabei in erster Linie als sogenannter technischer Hilfsstoff, der im fertigen Lebensmittel nicht mehr vorhanden ist.
Es ist in der EU als Lebensmittelzusatzstoff unter der Bezeichnung E 529 ohne Höchstmengenbeschränkung, aber mit der Maßgabe, nur die technisch wirklich benötigte Menge zu verwenden (quantum satis), für Lebensmittel allgemein zugelassen.
Um die von ungelöschtem Kalk ausgehenden Gefahren zu mindern, wurden Anfang des 19. Jahrhunderts baupolizeiliche Verordnungen hinsichtlich der Brandverhütung in Textform erlassen. Beispielsweise erließ die herzoglich-nassauische Regierung im November 1826 eine solche Verordnung für ihr Herrschaftsgebiet. Der Ort und die Art der Aufbewahrung mussten dem Ortsschultheißen angezeigt werden, welcher eine polizeiliche Aufsicht veranlassen konnte.
Früher wurde Calciumoxid zur Kaustifizierung von Soda und Pottasche eingesetzt, was für die Seifenherstellung von großer Bedeutung war.
Man verwendete Calciumoxid auch als Ätzkalkladung von Geschützen und Blendtöpfen, die mit Katapulten geworfen wurden.
Ätzkalk hat eine geruchsbindende Wirkung, wenn er in den Sammelbehälter von offenen Feldtoiletten (Plumpsklo) eingestreut wird.
Ungelöschter Kalk wurde zur Desinfektion von Marktplätzen und Begräbnisstätten verwendet.
Er wird gelegentlich anstelle des Löschkalks zur Desinfektion von Ställen (dem „Kalken“ der Ställe) eingesetzt.
Es sollte jedoch nicht mit Stroh oder ähnlichem leichtentzündlichem Material in Kontakt kommen, da die Temperatur von rund 180 °C, die sich bei der Reaktion mit Feuchtigkeit entwickelt, in seltenen Fällen zur Entzündung ausreichen kann.
Als Desinfektionsmittel fand Ätzkalk in Pulverform oder Kalkmilch (Mischung von Ätzkalk mit Wasser) breite Anwendung im Eisenbahnbetrieb, einmal zur Desinfektion der Toiletten in Personenwagen, hauptsächlich aber zur Desinfektion der Viehwagen durch Tünchen der Wände und des Bodens mit Kalk.
Nach einem Augenzeugenbericht wurde Ätzkalk in der Zeit des Nationalsozialismus zumindest im Bereich des Durchgangsghettos Izbica auf dem Boden von Zugwaggons verteilt, die Opfer des Holocausts zu den Vernichtungslagern transportierten. Beim Kontakt mit der feuchten menschlichen Haut verursachte es gefährliche Verätzungen. Es gibt auch Berichte über die Ermordung von KZ-Häftlingen im KZ Auschwitz, indem die Opfer lebend in eine Grube mit Ätzkalk geworfen oder mit der Substanz überschüttet wurden und auf diese Weise qualvoll umkamen.

## Sicherheitshinweise
- Ungelöschter Kalk kann unter Wasserzufuhr (Kalklöschen) aufgrund von Hitzeentwicklung Brände verursachen.[22]